# Воронково (Молдова)
Воронково также Вэрэнкэу (рум. Vărăncău) — село в Сорокском районе Молдавии. Является административным центром коммуны Воронково, включающей также сёла Слободзия-Кремень и Слободзия-Воронково.

## География
Село расположено на высоте 66 метров над уровнем моря.

## Население
По данным переписи населения 2004 года, в селе Вэрэнкэу проживает 1714 человек (816 мужчин, 898 женщин).
Этнический состав села:
| Национальность | Число жителей | Процентный состав |
| -------------- | ------------- | ----------------- |
| молдаване      | 1664          | 97,08             |
| румыны         | 40            | 2,33              |
| украинцы       | 6             | 0,35              |
| русские        | 3             | 0,18              |
| прочие         | 1             | 0,06              |
| Всего          | 1714          | 100 %             |